# Verein Deutscher Chemiker
Der Verein Deutscher Chemiker (VDCh) war eine wissenschaftliche Vereinigung, die 1896 durch Umbenennung aus der Deutschen Gesellschaft für Angewandte Chemie entstand.
Letztere war 1887 aus dem Verein Analytischer Chemiker, der vorwiegend praktisch arbeitende Chemiker vertrat (Gründung 1877), als berufsständische Vertretung hervorgegangen. Der Verein war eng mit der Industrie verflochten.
Die Zeitschrift für Angewandte Chemie war seit 1887 Mitgliederzeitschrift und ging 1904 in Vereinsbesitz über. Das Vereinsbüro wurde 1907 in Leipzig eingerichtet. Der VDCh gründete deutschlandweit und im Ausland Bezirksvereine (z. B. 1899 in Belgien, 1900 in New York, 1909 für Südamerika) und war um 1910 der größte chemische Verein der Welt. Zu dieser Zeit wurden auch erstmals Preise wie die Adolf-von-Baeyer-Denkmünze oder die Emil-Fischer-Medaille verliehen, die auch heute noch von der Gesellschaft Deutscher Chemiker vergeben werden. VDCh, Deutsche Chemische Gesellschaft (DChG) und der Verein zur Wahrung der Interessen der chemischen Industrie Deutschlands (Vorläufer des Verbandes der Chemischen Industrie VCI) gründeten 1921 die Verlag Chemie GmbH.
Obwohl eine Bewegung radikaler NS-Chemiker die Abschaffung des traditionsreichen Vereins verlangten, wurde seine Existenz in der Zeit des Nationalsozialismus nie ernsthaft in Frage gestellt. Ein Versuch der Gleichschaltung durch Gottfried Feder Anfang 1933 konnte der Verein mühelos abwehren. Im April 1933 sanktionierte Hitler die Unabhängigkeit der technisch-wissenschaftlichen Berufsverbände. Ebenfalls scheiterte ein Versuch des Leiters der Deutschen Arbeitsfront Robert Ley sich die Akademiker einzuverleiben. Radikale NS-Chemiker wurden von den Ämtern ferngehalten, da im August 1934 Fritz Todt eine Regelung erließ die Fachkompetenz und Renommee in der jeweiligen community den Vorzug bei der Ämtervergabe gab. Ausgerechnet mit Todt, dem auf höchster Parteiebene stärksten Verbündeten der technisch-wissenschaftlichen Vereine, kam es zu heftigen Auseinandersetzungen der selbstbewussten Chemiker beim Beitritt des Vereins zur „Reichsgemeinschaft technisch-wissenschaftlicher Arbeit“(RTA) und zum NS-Bund Deutscher Technik (NSBDT). Um den standespolitischen Eigensinn zu brechen, rief Todt im Oktober 1935 den „Bund Deutscher Chemiker“(BDCh) ins Leben. Am Ende trat der Verein dem NSBDT bei, erhielt aber im Gegenzug die Eigenschaft des mitgliederführenden Verbandes aller akademischer Chemiker und der BDCh wurde wieder aufgelöst. Ab 1936 machten sich erstmals NS-Inhalte in einer neuen Satzung des VDCh bemerkbar.
Aufgrund der Bombenangriffe wurde während des Zweiten Weltkriegs der Hauptsitz der Vereinigung nach Grünberg in Hessen verlegt.
Am 20. September 1949 ging der VDCh in der seit 1946 existierenden Gesellschaft Deutscher Chemiker (GDCh) auf, ohne dass die Vorgängergesellschaften DChG und VDCh liquidiert wurden, weil hierfür eine gesamtdeutsche Mitgliederversammlung erforderlich gewesen wäre.